# Траугот Хер
Траугот Хер (на немски: Traugott Herr) е немски офицер служил по време на Първата и Втората световна война.

## Биография

### Ранен живот и Първа световна война (1914 – 1918)
Траугот Хер е роден на 16 септември 1890 г. във Веферлинген, провинция Саксония, Германска империя. През 1911 г. се присъединява към армията като офицерски кадет от пехотен полк. Участва в Първата световна война и в края ѝ достига звание старши лейтенант.

#### Междувоенен период
След нея се присъединява към Райхсвера и служи в пехотни и кавалерийски подразделения. До началото на войната достига звание оберст.

### Втора световна война (1939 – 1945)
В началото на Втората световна война, между септември 1939 и юни 1940 г. е командир на 13-и пехотен полк от резерва, а от 1 октомври и на стрелкова бригада.

#### Германо-съветски фронт (1941)
По-късно участва в операция „Барбароса“ при сраженията в Украйна и р. Миус като командир на 13-а танкова дивизия. На 1 април 1942 г. е издигнат в чин генерал-майор, взема участие в сраженията при Кубан и Северен Кавказ, но е тежко ранен на 31 октомври.

#### Германо-френски фронт (1943)
След възстановяване, на 1 януари 1943 г. е командир на 76-и армейски корпус (във Франция). След това последователно: на 1 февруари е издигнат в чин генерал-лейтенант, на 1 август ръководи корпус в Италия, на 1 септември – генерал от танковите войски и до декември командир на 14-а армия. Последно, на 1 февруари 1945 г., е командир на 10-а армия.

#### Пленяване и смърт
Пленен е от британците по време лятната офанзивата в Италия през май 1945 г. и е освободен през 1948 г. Умира на 13 април 1976 г. в Ахтервер, Германия.

## Военна декорация
| - Германски орден „Железен кръст“ (1914) – II (14 септември 1914) и I степен (21 октомври 1915) - Германска „Значка за раняване“ (?) – черна (?) - Рицарски кръст на Хоенцолерн (?) – с мечове (?) - Баварски кръст „За заслуга“ (?) – III степен (?) - Германски орден „Кръст на честта“ (?) - Германска „Танкова значка“ (?) – сребърна (?) | - Сребърни пластинки към ордена Железен кръст (1939) – II (24 септември 1939) и I степен (12 май 1940) - Рицарски кръст с дъбови листа, мечове и диаманти - Носител на Рицарски кръст (2 октомври 1941) - Носител на Дъбови листа № 110 (9 август 1942) - Носител на Мечове № 117 (18 декември 1944) - Упоменат 2-пъти в ежедневния доклад на „Вермахтберихт“ (24 юни и 22 септември 1944) |